# Нироновская (Виноградовский район)
Нироновская — деревня в Виноградовском муниципальном районе Архангельской области России. Часть села Тулгас. Входит в состав Виноградовского муниципального округа. С 2004 года по 2021 год входила в состав Заостровского сельского поселения.

## География
Деревня расположена на левом берегу Северной Двины, к северо-западу от деревни Коноваловская. Напротив Нироновской, на правом берегу Северной Двины, находится деревня Кургомень Рочегодского сельского поселения.

## Население
| 2002 | 2010 | 2012 |
| ---- | ---- | ---- |
| 16   | ↘6   | ↘2   |

Численность населения деревни, по данным Всероссийской переписи населения 2010 года, составляла 6 человек. В 2009 году также числилось 6 человек, из них 5 пенсионеров.

### Карты
- Топографическая карат P-38-51,52. (Лист Сергеевская)
- Нироновская на карте Wikimapia Архивная копия от 27 декабря 2015 на Wayback Machine
- Нироновская. Публичная кадастровая карта